# Late Night Guitar
Late Night Guitar es un álbum de estudio del guitarrista estadounidense de jazz Earl Klugh. Publicado en 1980, el álbum recibió una nominación al Grammy a la mejor interpretación instrumental pop en la 24ª edición de los Premios Grammy en 1982.

## Recepción de la crítica
Scott Yanow, escribiendo para AllMusic, le otorgó una calificación de 3 estrellas sobre 5 y comentó: “Este es el escenario perfecto para el guitarrista acústico Earl Klugh, tocando melodías fuertes [...] mientras se unen cuerdas y varios cuernos en una orquesta arreglada y dirigida por David Matthews. Como es habitual en una sesión de Klugh, el guitarrista se ciñe sobre todo a los temas y no improvisa mucho, ya que nunca se consideró un jazzista; pero el efecto general es bastante agradable”.

## Galardones
| Año  | Premio         | Categoría                             | Resultado | Ref.  |
| ---- | -------------- | ------------------------------------- | --------- | ----- |
| 1982 | Premios Grammy | Mejor interpretación instrumental pop | Nominada  | [ 4 ] |

## Lista de canciones
| Lado uno |                                           |                                                       |          |  |
| N.º      | Título                                    | Escritor(es)                                          | Duración |  |
| 1.       | «Smoke Gets in Your Eyes»                 | Jerome Kern Otto Harbach                              | 2:01     |  |
| 2.       | «Nice to Be Around (Nice to Have Around)» | Paul Williams John Williams                           | 3:02     |  |
| 3.       | «Like a Lover»                            | Dori Caymmi Alan Bergman Marilyn Bergman Nelson Motta | 2:44     |  |
| 4.       | «Laura»                                   | Johnny Mercer David Raksin                            | 1:47     |  |
| 5.       | «Jamaica Farewell»                        | Irving Burgie                                         | 3:26     |  |
| 6.       | «Tenderly»                                | Walter Gross Jack Lawrence                            | 1:54     |  |
| 7.       | «Mona Lisa»                               | Ray Evans Jay Livingston                              | 2:57     |  |

| Lado dos |                          |                                          |          |  |
| N.º      | Título                   | Escritor(es)                             | Duración |  |
| 1.       | «Triste»                 | Antônio Carlos Jobim                     | 2:07     |  |
| 2.       | «Two for the Road»       | Henry Mancini Leslie Bricusse            | 4:25     |  |
| 3.       | «Mirabella»              | Earl Klugh                               | 2:50     |  |
| 4.       | «Lisbon Antigua»         | Raul Portela José Galhardo Amadeu do Val | 2:06     |  |
| 5.       | «A Time for Love»        | Johnny Mandel Paul Francis Webster       | 2:51     |  |
| 6.       | «I'll Never Say Goodbye» | A. Bergman M. Bergman David Shire        | 3:53     |  |

## Créditos y personal
Créditos adaptados desde las notas de álbum.
Músicos
- Earl Klugh – guitarra acústica, productor
- Jack Kulowitch, Lewis Paer – bajo acústico
- Ronnie Cuber – saxofón barítono
- Dave Matthews – arreglista, conductor
- Gino Biondo, Jay Elfenbein, Marcus Miller – guitarra bajo
- Beverly Lauridsen, Charles McCracken, Jesse Levy, Jonathan Abramowitz – violonchelo
- David Spinozza – guitarra
- Gloria Agostini – arpa (11)
- David Friedman, Leonard “Doc” Gibbs – percusión (5)
- José Madera, Michael Collazo – instrumentos de percusión adicionales
- Ken Ascher – piano
- Dave Tofani – saxofón tenor
- Sam Burtis – trombón
- Joe Shepley, John Gatchell – trompeta
- Emanuel Vardi, Lamar Alsop, Lenore Weinstock, Richard Maximoff, Theodore Israel – viola
- Barry Finclair, Charles Libove, David Nadien, Diana Halprin, Guy Lumia, Harry Cykman, John Pintavalle, Leo Kahn, Marvin Morgenstern, Regis Iandiorio, Richard Sortomme, Sanford Allen – violín
- Phil Bodner, Walter Kane – instrumentos de viento madera

Personal técnico
- Ronald Wilson – coproductor
- Dave Palmer – ingeniero de audio
- Frank Caico – ingeniero de audio
- Joel Cohen – ingeniero asistente
- Bob Ludwig – masterización
- Aaron Rapoport – fotografía
- Kosh – director artístico, diesño de álbum

## Posicionamiento
| Gráficas (1981)                                  | Pico de posición |
| ------------------------------------------------ | ---------------- |
| Estados Unidos (Billboard 200)                   | 98               |
| Estados Unidos (Billboard Top Jazz Albums)       | 40               |
| Estados Unidos (Billboard Top Contemporary Jazz) | 4                |